# اولیور تی. مارش
اولیور تی. مارش (انگلیسی: Oliver T. Marsh; ۳۰ ژانویهٔ ۱۸۹۳ – ۵ مهٔ ۱۹۴۱) یک فیلم‌بردار برجسته سینمای هالیوود اهل ایالات متحده آمریکا بود.
وی تنها در هشتاد فیلم مترو گلدوین مایر مشارکت نمود.
وی بر اثر خونریزی مغزی درگذشت.

## افتخارات
- نامزد جایزه اسکار بهترین فیلم‌برداری (۱۹۴۰)

## بخشی از فیلمشناسی
- ماجرای عشقی پر تب و تاب (۱۹۲۲)
- بیوه سرمست (۱۹۲۵)
- کیکی (۱۹۲۶)
- کمیل (۱۹۲۶)
- دشمن (۱۹۲۷)
- کبوتر (۱۹۲۷)
- سیدی تامسون (۱۹۲۸)
- ماریان ((۱۹۲۹) نسخه‌های صامت و موزیکال)
- نه آن‌قدر احمق (۱۹۳۰)
- دو-بری، بانوی عشق (۱۹۳۰)
- ماه نو (۱۹۳۰)
- گناه مادلن کلوده (۱۹۳۱)
- اما (۱۹۳۲)
- آرسن لوپن (۱۹۳۲)
- باران (۱۹۳۲)
- فیتلس (۱۹۳۲)
- دیوید کاپرفیلد (۱۹۳۵)
- داستان دو شهر (۱۹۳۵)
- زیگفلد کبیر (۱۹۳۶)
- دختر شهر کوچک (۱۹۳۶)
- سان فرانسیسکو (۱۹۳۶)
- فایرفلای (۱۹۳۷)
- زنان (۱۹۳۹)
- یه مرد لاغر دیگه (۱۹۳۹)